# Niccolò del Giudice
Niccolò del Giudice, né le 16 juin 1660 à Naples, alors dans le royaume de Naples  et mort le 30 janvier 1743 à Rome, est un cardinal italien des XVIIe et XVIIIe siècles.
Il est un neveu du  cardinal Francesco del Giudice (1690) et un cousin du cardinal Niccolò Caracciolo (1715).

## Biographie
Niccolò Del Giudice  étudie à l'Université La Sapienza de Rome. Il est protonotaire apostolique et président de la Chambre apostolique. Il est président delle Strade et delle Grascia dans le pontificat du pape Clement XI, préfet della Annona en 1706-1715 et préfet du Palais apostolique, en succession de Fabio Olivieri.
Le pape Benoît XIII le crée cardinal lors du consistoire du 11 juin 1725. Le cardinal del Guidice est protecteur de l'Allemagne et protecteur d'Autriche et de Hongrie.
Le cardinal  participe au conclave de 1730, lors duquel Clément XII est élu pape et à celui de 1740 (élection de Benoît XIV).

### Sources
- Fiche du cardinal sur le site fiu.edu